# Chicago Bulls 2007-2008
La stagione 2007-08 dei Chicago Bulls fu la 42ª nella NBA per la franchigia.
I Chicago Bulls arrivarono quarti nella Central Division della Eastern Conference con un record di 33-49, non qualificandosi per i play-off.

## Roster
| N° | Naz.                   | Ruolo | Sportivo         | Anno | Alt. | Peso |
| -- | ---------------------- | ----- | ---------------- | ---- | ---- | ---- |
| 2  | Svizzera (bandiera)    | G     | Thabo Sefolosha  | 1984 | 196  | 98   |
| 3  | Stati Uniti (bandiera) | AC    | Ben Wallace      | 1974 | 206  | 109  |
| 5  | Argentina (bandiera)   | A     | Andrés Nocioni   | 1979 | 201  | 102  |
| 6  | Stati Uniti (bandiera) | G     | Shannon Brown    | 1985 | 193  | 93   |
| 7  | Regno Unito (bandiera) | G     | Ben Gordon       | 1983 | 191  | 91   |
| 9  | Regno Unito (bandiera) | A     | Luol Deng        | 1985 | 203  | 100  |
| 12 | Stati Uniti (bandiera) | G     | Kirk Hinrich     | 1981 | 191  | 86   |
| 13 | Stati Uniti (bandiera) | C     | Joakim Noah      | 1985 | 211  | 105  |
| 15 | Stati Uniti (bandiera) | A     | Cedric Simmons   | 1986 | 206  | 107  |
| 21 | Stati Uniti (bandiera) | G     | Chris Duhon      | 1982 | 185  | 84   |
| 24 | Stati Uniti (bandiera) | A     | Tyrus Thomas     | 1986 | 206  | 98   |
| 31 | Stati Uniti (bandiera) | G     | Thomas Gardner   | 1985 | 196  | 102  |
| 32 | Stati Uniti (bandiera) | G     | Larry Hughes     | 1979 | 196  | 83   |
| 32 | Stati Uniti (bandiera) | A     | Joe Smith        | 1975 | 208  | 102  |
| 34 | Stati Uniti (bandiera) | C     | Aaron Gray       | 1984 | 213  | 122  |
| 35 | Stati Uniti (bandiera) | A     | Demetris Nichols | 1984 | 203  | 98   |
| 38 | Russia (bandiera)      | A     | Viktor Chrjapa   | 1982 | 206  | 95   |
| 44 | Stati Uniti (bandiera) | GA    | Adrian Griffin   | 1974 | 196  | 98   |
| 90 | Stati Uniti (bandiera) | A     | Drew Gooden      | 1981 | 208  | 104  |

## Staff tecnico
- Allenatori: Scott Skiles (9-16) (fino al 24 dicembre)[1], Pete Myers (0-1) (dal 24 al 27 dicembre)[2], Jim Boylan (24-32)
- Vice-allenatori: Ron Adams, Jim Boylan (fino al 27 dicembre), Mike Brown, Pete Myers (fino al 24 dicembre e dal 27 dicembre)
- Vice-allenatore/scout: Mike Wilhelm
- Preparatore atletico: Fred Tedeschi
- Assistente preparatore atletico: Marc Boff
- Preparatore fisico: Erik Helland
- Assistente preparatore fisico: Michael Irr